# Radvanov (Vyšší Brod)
Radvanov (německy Raifmaß nebo Raifmass) je zaniklé sídlo, bývalá nejjižnější ves Čech. Leží na katastrálním území Dolní Drkolná a je součástí města Vyšší Brod v okrese Český Krumlov. Nachází se v nejjižnějším výběžku českého území, šest kilometrů jihovýchodně od Vyššího Brodu. Zaniklá ves se rozkládá v nadmořské výšce přibližně 700 m n. m. na úbočí Radvanovského vrchu, na území přírodního parku Vyšebrodsko. V údolí pod bývalou vesnicí protéká Mlýnecký potok, jenž tvoří hranici s Rakouskem. Není zde evidována žádná adresa, nikdo tu trvale nežije. Kilometr jižně od bývalé vsi se nachází nejjižnější bod České republiky. Pro přechod do Rakouska (v případě dočasného znovuzavedení ochrany vnitřních hranic) je určena turistická stezka Radvanov - Rading.

## Historie
První zmínka o obci bývá uváděna v letech 1278 nebo 1332. Ves patřila pod vyšebrodský cisterciácký klášter. Dle tereziánského katastru se v ní nacházelo 11 domů. V roce 1910 zde žilo 116 obyvatel v 18 domech, v roce 1921 110 lidí ve stejném počtu domů. V letech 1938 až 1945 byla ves v důsledku uzavření Mnichovské dohody přičleněna k Německé říši. Vesnice zanikla po roce 1945 v důsledku odsunu německých obyvatel. Dodnes se nezachovalo žádné stavení, na místě jsou patrny jen zarostlé zbytky základů. Na místě větší ze dvou zbořených kaplí byl v roce 2005 postaven kříž, na místě je i informační tabule, tabule s obrazem Radvanova a posezení.
Vzpomínky na Radvanov publikoval zdejší rodák Karl Woisetschläger (1931–2018).